# Campeonato Mundial de League of Legends 2015
El Campeonato Mundial de League of Legends 2015 (en inglés, 2015 League of Legends World Championship) fue la quinta edición del torneo mundial del videojuego multijugador de arena de batalla en línea League of Legends. El campeonato se jugó en múltiples ciudades de Europa: la fase de grupos en el Le Dock Pullman de París, Francia; los cuartos de final en el Wembley Arena de Londres, Reino Unido; la semifinales en el Expo de Bruselas, Bélgica; y la final en el Mercedes-Benz Arena de Berlín, Alemania. Los 16 equipos participantes calificaron por medio de la victoria en una liga profesional o por el torneo de clasificación regional.
SK Telecom se coronó campeón ante miles de espectadores en vivo, y 36 millones en línea, con una cobertura mediática en más de 10 idiomas, siendo esta un esfuerzo conjunto de Riot Games con patrocinadores de emisión como OnGameNet (quienes emitieron la versión en coreano). Además, los campeones recibieron un set único de aspectos adquiribles dentro del juego (mediante micro transacciones) con la vestimenta y el logo de SK Telecom, siendo los personajes elegidos de entre los que los destacaron en el campeonato.

## Organización

### Sedes
A lo largo de Europa, se eligieron diferentes ciudades para albergar el campeonato: Paris, Londres, Bruselas y Berlín.
| Paris, Francia  | Londres, Reino Unido | Bruselas, Bélgica | Berlín, Alemania    |
| --------------- | -------------------- | ----------------- | ------------------- |
| Le Dock Pullman | SSE Arena Wembley    | Expo de Bruselas  | Mercedes Benz Arena |
| 1-11 de octubre | 15-18 de octubre     | 24-25 de octubre  | 31 de octubre       |
| Capacidad: 7000 | Capacidad: 20000     | Capacidad: 22 000 | Capacidad: 36 000   |
|                 |                      |                   |                     |

### Formato de competición
- Participan 16 equipos.
- El torneo se juega íntegramente en la versión 5.18 del juego.[4]

- Los campeones Gragas, Lux y Ziggs fueron desactivados luego de los cuartos de final debido a un error dentro el juego.

#### Fase de grupos
- Los equipos son repartidos en cuatro grupos de cuatro. Los grupos se sortean en un show en vivo.
- Durante la fase de grupos, se enfrentan dos veces los equipos de cada grupo.
- Los dos mejores de cada grupo avanzan a la fase de eliminación.

#### Fase de eliminación
- Eliminación simple.
- Los equipos se enfrentan al mejor de cinco partidas.
- Sin partido de tercer/cuarto puesto.
- Se pueden sustituir jugadores entre partidas.

## Equipos participantes
Los equipos participantes son decididos a lo largo del año. Cada liga regional tiene sus propias formas de elegir los equipos que competirán en el mundial. Como regla general, los campeones de verano de las regiones mayores clasifican, habiendo otros métodos para decidir los dos equipos restantes.
| Región        | Región           | Liga   | Liga   | Método de clasificación                                 | Equipo               | ID  | Bolillero |
| ------------- | ---------------- | ------ | ------ | ------------------------------------------------------- | -------------------- | --- | --------- |
| Europa        | Europa           | EU LCS | EU LCS | Campeón de verano                                       | Fnatic               | FNC | 1         |
| Europa        | Europa           | EU LCS | EU LCS | Más puntos de campeonato                                | H2k-Gaming           | H2K | 2         |
| Europa        | Europa           | EU LCS | EU LCS | Ganadores de final regional                             | Origen               | OG  | 3         |
| China         | China            | LPL    | LPL    | Más puntos de campeonato                                | LGD Gaming           | LGD | 1         |
| China         | China            | LPL    | LPL    | Ganadores de final regional                             | EDward Gaming        | EDG | 2         |
| China         | China            | LPL    | LPL    | Perdedores de final regional                            | Invictus Gaming      | IG  | 2         |
| Norteamérica  | Norteamérica     | NA LCS | NA LCS | Campeón de verano                                       | Counter Logic Gaming | CLG | 1         |
| Norteamérica  | Norteamérica     | NA LCS | NA LCS | Más puntos de campeonato                                | Team SoloMid         | TSM | 2         |
| Norteamérica  | Norteamérica     | NA LCS | NA LCS | Ganadores de final regional                             | Cloud9               | C9  | 3         |
| Corea del Sur | Corea del Sur    | LCK    | LCK    | Campeón de verano                                       | SK Telecom T1        | SKT | 1         |
| Corea del Sur | Corea del Sur    | LCK    | LCK    | Más puntos de campeonato                                | KOO Tigers           | KOO | 2         |
| Corea del Sur | Corea del Sur    | LCK    | LCK    | Ganadores de final regional                             | KT Rolster           | KT  | 2         |
| TW/HK/MO      | TW/HK/MO         | LMS    | LMS    | Campeón de verano                                       | ahq e-Sports Club    | AHQ | 2         |
| TW/HK/MO      | TW/HK/MO         | LMS    | LMS    | Ganadores de final regional                             | Flash Wolves         | FW  | 2         |
| Wildcard      | Brasil           | CBLOL  | IWCT   | Campeón de invierno CBLOL ►Ganadores IWCT Chile         | paiN Gaming          | PNG | 3         |
| Wildcard      | Sudeste asiático | GPL    | IWCT   | Ganadores de final regional GPL ►Ganadores IWCT Turquía | Bangkok Titans       | BKT | 3         |

## Fase de grupos
La fase de grupos se jugó en el estadio Le Dock Pullman, en París. Tras esta fase quedaron eliminados ocho equipos y otros ocho equipos pasaron a la fase eliminatoria.

### Grupo A
| Posición | Equipo               | Victorias-Derrotas |
| -------- | -------------------- | ------------------ |
| 1        | Flash Wolves         | 4-2                |
| 2        | KOO Tigers           | 4-2                |
| 3        | Counter Logic Gaming | 2-4                |
| 4        | Pain Gaming          | 2-4                |

### Grupo B
| Posición | Equipo           | Victorias-Derrotas |
| -------- | ---------------- | ------------------ |
| 1        | Fnatic           | 4-2                |
| 2        | AHQ Esports Club | 4-3                |
| 3        | Cloud 9          | 3-4                |
| 4        | Invictus Gaming  | 2-4                |

Resultado del partido de desempate:
| AHQ Esports Club | 1 | 0 | Cloud 9 |

### Grupo C
| Posición | Equipo         | Victorias-Derrotas |
| -------- | -------------- | ------------------ |
| 1        | SK Telecom T1  | 6-0                |
| 2        | EDward Gaming  | 4-2                |
| 3        | H2k-Gaming     | 2-4                |
| 4        | Bangkok Titans | 0-6                |

### Grupo D
| Posición | Equipo       | Victorias-Derrotas |
| -------- | ------------ | ------------------ |
| 1        | KT Rolster   | 5-1                |
| 2        | Origen       | 4-2                |
| 3        | LGD Gaming   | 2-4                |
| 4        | Team SoloMid | 1-5                |

## Fase de eliminatorias
Al terminar la fase de grupos, los cuartos de final fueron sorteados en vivo. Los equipos que finalizaron primeros se enfrentaron contra otros que terminaron segundos en sus grupos. Las partidas en esta fase son al mejor de cinco (gana el equipo que gana tres partidas).
|  | Cuartos de final | Cuartos de final |               |            | Semifinales | Semifinales |  |            | Final | Final |  |
|  |                  |                  |               |            |             |             |  |            |       |       |  |
|  |                  |                  |               |            |             |             |  |            |       |       |  |
|  | KT Rolster       | 1                |               |            |             |             |  |            |       |       |  |
|  | KT Rolster       | 1                |               |            |             |             |  |            |       |       |  |
|  | KOO Tigers       | 3                |               |            |             |             |  |            |       |       |  |
|  | KOO Tigers       | 3                |               | KOO Tigers | 3           |             |  |            |       |       |  |
|  |                  |                  |               | KOO Tigers | 3           |             |  |            |       |       |  |
|  |                  |                  | Fnatic        | 0          |             |             |  |            |       |       |  |
|  | Fnatic           | 3                | Fnatic        | 0          |             |             |  |            |       |       |  |
|  | Fnatic           | 3                |               |            |             |             |  |            |       |       |  |
|  | EDward Gaming    | 0                |               |            |             |             |  |            |       |       |  |
|  | EDward Gaming    | 0                |               |            |             |             |  | KOO Tigers | 1     |       |  |
|  |                  |                  |               |            |             |             |  | KOO Tigers | 1     |       |  |
|  |                  |                  | SK Telecom T1 | 3          |             |             |  |            |       |       |  |
|  | Flash Wolves     | 1                | SK Telecom T1 | 3          |             |             |  |            |       |       |  |
|  | Flash Wolves     | 1                |               |            |             |             |  |            |       |       |  |
|  | Origen           | 3                |               |            |             |             |  |            |       |       |  |
|  | Origen           | 3                |               | Origen     | 0           |             |  |            |       |       |  |
|  |                  |                  |               | Origen     | 0           |             |  |            |       |       |  |
|  |                  |                  | SK Telecom T1 | 3          |             |             |  |            |       |       |  |
|  | SK Telecom T1    | 3                | SK Telecom T1 | 3          |             |             |  |            |       |       |  |
|  | SK Telecom T1    | 3                |               |            |             |             |  |            |       |       |  |
|  | Ahq Esports Club | 0                |               |            |             |             |  |            |       |       |  |
|  | Ahq Esports Club | 0                |               |            |             |             |  |            |       |       |  |
|  |                  |                  |               |            |             |             |  |            |       |       |  |

### Cuartos de final
Cuatro equipos fueron eliminados en esta fase, mientras que los restantes avanzaron a las semifinales en Bruselas
| Flash Wolves                               | 1 | 3 | Origen                                              |
| Steak, Karsa, Maple, NL, kKramer, SwordArt |   |   | sOAZ, Amazing, Areanae, Cyanide, xPeke, Zven, Mithy |

| SK Telecom T1                             | 3 | 0 | Ahq Esports Club                             |
| MaRin, Bengi, Faker, Easyhoon, Bang, Wolf |   |   | Ziv, Mountain, Westdoor, AN, Albis, GreenTea |

| Fnatic                                                       | 3 | 0 | EDward Gaming                                 |
| Huni, Kektz, Reignover, Febiven, ShLaYa, Rekkles, YellOwStAr |   |   | AmazingJ, Koro1, Clearlove, PawN, Deft, Meiko |

| KT Rolster                                   | 1 | 3 | KOO Tigers                               |
| ssumday, Score, Nagne, Arrow, Picaboo, Fixer |   |   | Smeb, Hojin, Wisdom, kurO, PraY, GorillA |

### Semifinales
Los ganadores de los cuartos de final se enfrentaron en las semifinales el 24 y 25 de octubre.
| SK Telecom T1                             | 3 | 0 | Origen                                              |
| MaRin, Bengi, Faker, Easyhoon, Bang, Wolf |   |   | sOAZ, Amazing, Areanae, Cyanide, xPeke, Zven, Mithy |

| Fnatic                                                       | 0 | 3 | KOO Tigers                               |
| Huni, Kektz, Reignover, Febiven, ShLaYa, Rekkles, YellOwStAr |   |   | Smeb, Hojin, Wisdom, kurO, PraY, GorillA |

### Finales
Las finales se jugaron el 31 de octubre, en el Mercedes Benz Arena. SK Telecom T1 se consagró campeón. Posteriormente se realizó una ceremonia de entrega de medallas y la Copa del Invocador a los campeones, así como la entrega del premio al jugador mós valioso al toplaner de SKT, Lee "MaRin" Gyeong-hawn.
| SK Telecom T1                             | 3 | 1 | KOO Tigers                               |
| MaRin, Bengi, Faker, Easyhoon, Bang, Wolf |   |   | Smeb, Hojin, Wisdom, kurO, PraY, GorillA |

## Cuadro final
| Lugar     | Equipo        | Jugadores                                                          | Jugadores | Premio     |
| Lugar     | Equipo        | ID                                                                 | Nombre | Premio     |
| --------- | ------------- | ------------------------------------------------------------------ | --- | ---------- |
| 1.º       | SK Telecom T1 | MaRin Bengi Faker Bang Wolf kkOma (Entrenador) Easyhoon (Suplente) | Jang Gyeong-hwan Bae Seong-woong Lee Sang-hyeok Bae Jun-sik Lee Jae-wan Kim Jeong-gyun Lee Ji-hoon                           | $1.000.000 |
| 2.º       | KOO Tigers    | Smeb Hojin Kuro PraY GorillA NoFe (Entrenador)                     | Song Kyung-ho Lee Ho-jin Lee Seo-haeng Kim Jong-in Kang Beom-hyeon Jeong No-chul                                             | $250.000   |
| 3.º - 4.º | Fnatic        | Huni Reignover Febiven Rekkles YellOwStaR Deilor (Entrenador)      | Heo Seung-hoon Kim Yeu-jin Fabian Diepstraten Martin Larsson Bora Kim Louis Sevilla                                          | $150.000   |
| 3.º - 4.º | Origen        | sOAZ Amazing xPeke Niels Mithy Hermit (Entrenador)                 | Paul Boyer Maurice Stückenschneider Enrique Cedeño Martínez Jesper Svenningsen Alfonso Aguirre Rodríguez Tadayoshi Littleton | $150.000   |

## Controversias

### Gestos ofensivos
El último día de la fase de grupos en París, Hai "Hai" Lam, un jugador del equipo norteamericano Cloud 9, realizó un gesto ofensivo (popularmente conocido como fuck you) a Fabian "Febiven" Diepstraten, mientras este último estaba siendo entrevistado por el equipo de comentaristas. Hai recibió una multa de 500 €.

### Problemas técnicos
Durante el segundo juego de los cuartos de final entre Fnatic y EDward Gaming, ocurrió un bug en el campeón que Kim "Reignover" Yeu-jin controlaba. El problema no pudo ser resuelto y, de acuerdo a las reglas, se volvió a jugar la partida desde el principio (con campeones diferentes). Después de investigar el problema, Riot Games decidió desactivar a Gragas (el campeón problemático), junto a los campeones Lux y Ziggs, quienes poseen habilidades con mecánicas similares y eran susceptibles al mismo problema.